# كرايغ توملينسون
كرايغ توملينسون (بالإنجليزية: Craig Tomlinson)‏ هو لاعب كرة قدم جامايكي في مركز الهجوم، ولد في 31 أكتوبر 1972 في أبرشية ويستمورلاند ‏ في جامايكا. لعب مع Seattle Sounders (1994–2008) ‏.